# Montgivray
Montgivray és un municipi francès, situat al departament de l'Indre i a la regió de Centre – Vall del Loira. L'any 2007 tenia 1.667 habitants.

## Demografia

### Població
El 2007 la població de fet de Montgivray era de 1.667 persones. Hi havia 714 famílies, de les quals 192 eren unipersonals (60 homes vivint sols i 132 dones vivint soles), 275 parelles sense fills, 215 parelles amb fills i 32 famílies monoparentals amb fills.
La població ha evolucionat segons el següent gràfic:
Habitants censats

#### Habitatges
El 2007 hi havia 861 habitatges, 719 eren l'habitatge principal de la família, 83 eren segones residències i 58 estaven desocupats. 842 eren cases i 18 eren apartaments. Dels 719 habitatges principals, 584 estaven ocupats pels seus propietaris, 125 estaven llogats i ocupats pels llogaters i 10 estaven cedits a títol gratuït; 3 tenien una cambra, 34 en tenien dues, 127 en tenien tres, 235 en tenien quatre i 320 en tenien cinc o més. 581 habitatges disposaven pel capbaix d'una plaça de pàrquing. A 302 habitatges hi havia un automòbil i a 354 n'hi havia dos o més.

### Piràmide de població
La piràmide de població per edats i sexe el 2009 era:
| Homes | Edats   | Dones |
| ----- | ------- | ----- |
| 0     | 95 o +  | 4     |
| 8     | 90 a 94 | 8     |
| 16    | 85 a 89 | 28    |
| 4     | 80 a 84 | 12    |
| 32    | 75 a 79 | 28    |
| 60    | 70 a 74 | 76    |
| 60    | 65 a 69 | 56    |
| 52    | 60 a 64 | 44    |
| 48    | 55 a 59 | 28    |
| 64    | 50 a 54 | 76    |
| 88    | 45 a 49 | 80    |
| 48    | 40 a 44 | 56    |
| 52    | 35 a 39 | 60    |
| 64    | 30 a 34 | 56    |
| 32    | 25 a 29 | 36    |
| 52    | 20 a 24 | 36    |
| 64    | 15 a 19 | 36    |
| 28    | 10 a 14 | 44    |
| 28    | 5 a 9   | 24    |
| 32    | 0 a 4   | 24    |

## Economia
El 2007 la població en edat de treballar era de 1.007 persones, 731 eren actives i 276 eren inactives. De les 731 persones actives 663 estaven ocupades (349 homes i 314 dones) i 68 estaven aturades (22 homes i 46 dones). De les 276 persones inactives 123 estaven jubilades, 78 estaven estudiant i 75 estaven classificades com a «altres inactius».

### Ingressos
El 2009 a Montgivray hi havia 761 unitats fiscals que integraven 1.729 persones, la mediana anual d'ingressos fiscals per persona era de 18.001 €.

### Activitats econòmiques
Dels 82 establiments que hi havia el 2007, 2 eren d'empreses extractives, 10 d'empreses de fabricació d'altres productes industrials, 19 d'empreses de construcció, 23 d'empreses de comerç i reparació d'automòbils, 1 d'una empresa de transport, 12 d'empreses d'hostatgeria i restauració, 1 d'una empresa financera, 4 d'empreses immobiliàries, 3 d'empreses de serveis, 4 d'entitats de l'administració pública i 3 d'empreses classificades com a «altres activitats de serveis».
Dels 25 establiments de servei als particulars que hi havia el 2009, 3 eren tallers de reparació d'automòbils i de material agrícola, 1 autoescola, 2 paletes, 1 guixaire pintor, 3 fusteries, 7 lampisteries, 1 empresa de construcció, 6 restaurants i 1 agència immobiliària.
Dels 4 establiments comercials que hi havia el 2009, 1 era una peixateria, 1 una botiga de roba, 1 una botiga d'electrodomèstics i 1 una joieria.
L'any 2000 a Montgivray hi havia 26 explotacions agrícoles que ocupaven un total de 1.044 hectàrees.

## Equipaments sanitaris i escolars
L'únic equipament sanitari que hi havia el 2009 era una farmàcia.
El 2009 hi havia una escola elemental.

## Poblacions més properes
El següent diagrama mostra les poblacions més properes.